# Platynectes chapmani
Platynectes chapmani är en skalbaggsart som beskrevs av Borislav Guéorguiev 1978. Platynectes chapmani ingår i släktet Platynectes och familjen dykare. Inga underarter finns listade i Catalogue of Life.